# Beartooth
I Beartooth sono un gruppo musicale statunitense formatosi a Columbus, Ohio, nel 2012.
Il progetto è stato creato da Caleb Shomo dopo aver lasciato gli Attack Attack!. La band ha pubblicato un EP nel 2013 intitolato Sick e due album in studio, Disgusting e Aggressive, con il solo Shomo a cantare e suonare tutti gli strumenti, poi mixati e prodotti sempre da lui. Nelle apparizioni dal vivo l'artista si avvale comunque della presenza di una band completa formata da altri quattro elementi.

## Storia del gruppo
Nascita del gruppo e Sick (2012-2013) 
Il progetto Beartooth era già nato nella mente di Caleb Shomo quando ancora faceva parte degli Attack Attack!. Chiamò originariamente la band Noise, ma quando seppe che apparteneva già ad un altro gruppo optò per Beartooth.
Mentre cerca nuovi membri per la band Shomo inizia a produrre da solo qualche canzone che successivamente incluse nell'EP Sick, pubblicato dopo l'entrata nella formazione del bassista Nick Reed, il chitarrista Taylor Lumley e il batterista Brandon Mullins e la firma di un contratto discografico con la Red Bull Records.
 Disgusting (2014-2015) 

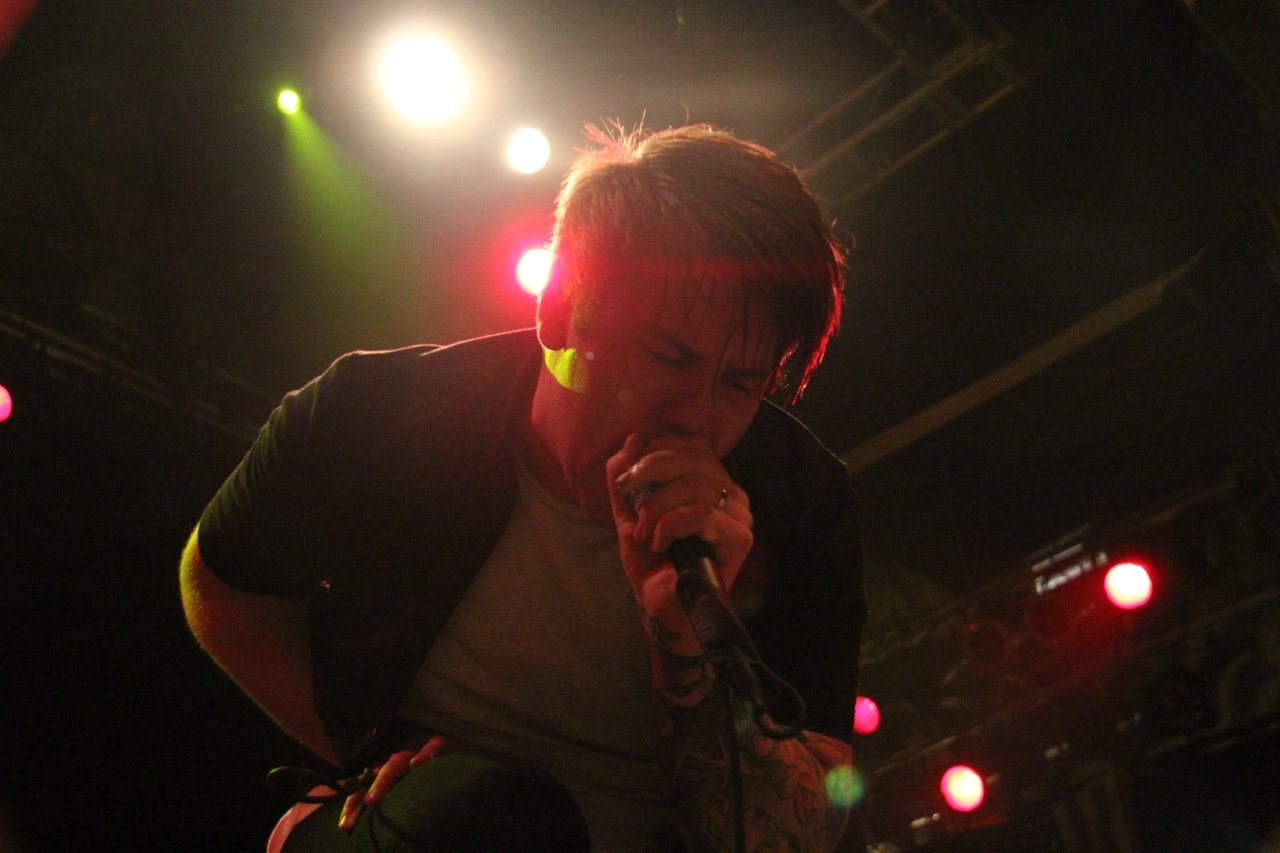
Il frontman Caleb Shomo in concerto nel 2015

All'inizio del 2014 entra a far parte della band un secondo chitarrista, Kamron Bradbury. Durante il loro tour statunitense con i Memphis May Fire Reed lascia la band, e viene sostituito da Oshie Bichar, precedentemente nei City Lights. Alcuni mesi dopo esce il singolo Beaten In Lips, in promozione del primo album in studio del gruppo, Disgusting, anch'esso registrato e prodotto dal solo Caleb Shomo e pubblicato il 10 giugno 2014 dalla Red Bull Records. Il disco ha debuttato alla posizione 48 della Billboard 200 ed è stato positivamente accolto dalla critica, risultando tra i migliori 5 album dell'anno nelle classifiche di Alternative Press (3º posto), Kerrang! (5º posto) e Rock Sound (2º posto). Il 25 dicembre 2015 viene pubblicata una versione deluxe di Disgusting, contenente quattro tracce bonus.
 Aggressive (2016-2017) 
Il 4 aprile 2016, durante gli ultimi lavori di post-produzione sul loro secondo album, il batterista Brandon Mullins lascia ufficialmente la formazione; nessun membro live del gruppo viene comunque coinvolto nel processo di registrazione, affidato come sempre interamente a Caleb Shomo. Anticipato dall'omonimo singolo il 22 aprile 2016, l'album Aggressive viene pubblicato il 3 giugno 2016 dalla Red Bull Records. Il disco debutta direttamente alla posizione 25 della Billboard 200, e il singolo Hated ottiene un discreto successo di ascolti e vendite raggiungendo il 6º posto della Mainstream Rock Songs.
 Disease (2018-2020) 

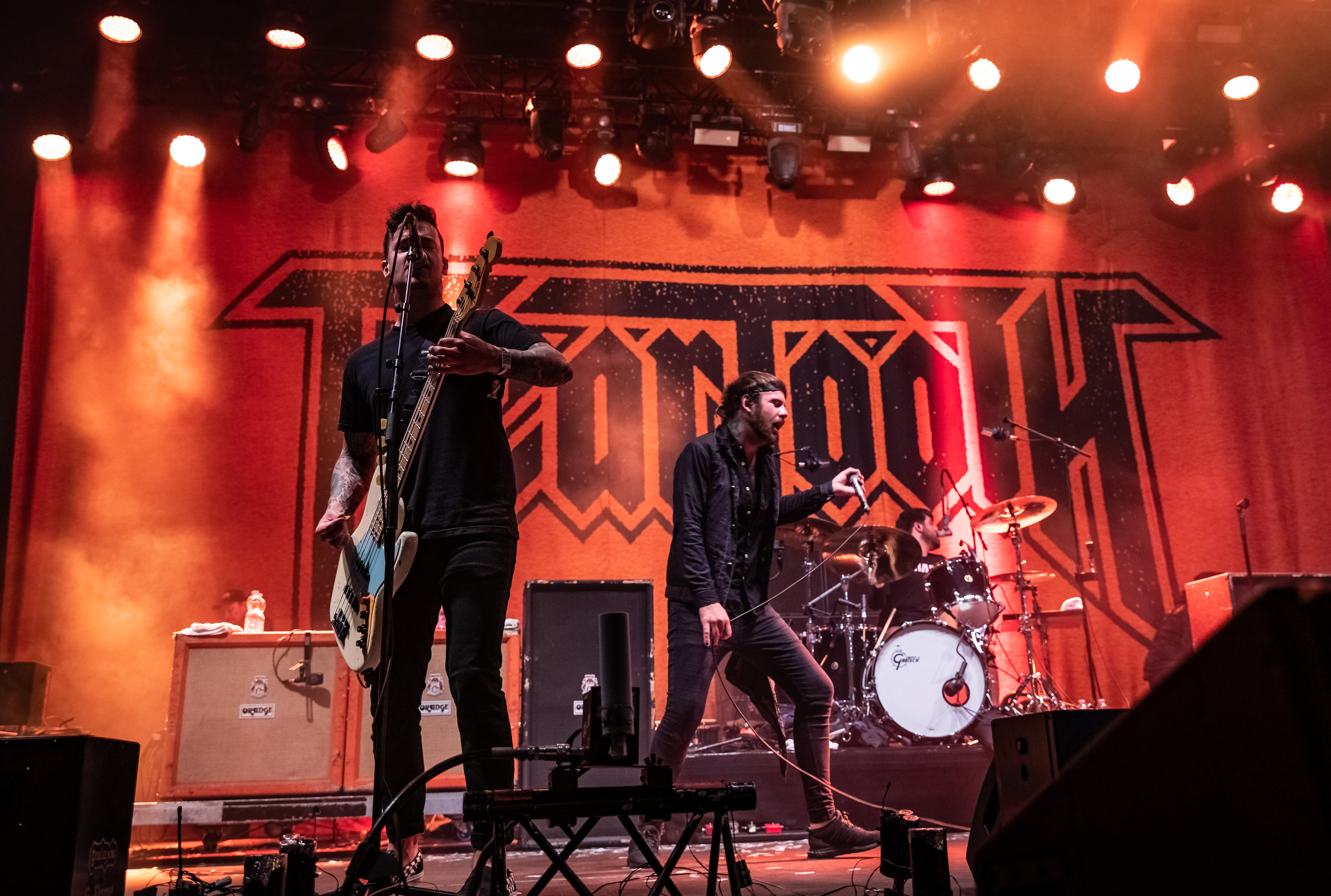
La band in concerto nel 2019

Dopo aver registrato nuovo materiale per il suo successivo album di inediti, il 12 aprile 2018 la band annuncia la separazione dal chitarrista Taylor Lumley, uscito dalla formazione in modo amichevole per concentrarsi su altri progetti. Il 18 luglio, in seguito alla circolazione online di un brano inedito dei Beartooth chiamato Infection, Caleb Shomo annuncia l'uscita del nuovo album del gruppo, Disease, senza però specificare una data di uscita. Alcuni giorni dopo viene presentato il primo singolo, Bad Listener, e ufficialmente fissata la data di pubblicazione dell'album per il 28 settembre 2018. Un altro singolo, l'omonimo Disease, esce nelle radio statunitensi il 31 luglio successivo.
Nell'aprile 2019 il gruppo partecipa al Record Store Day con un'edizione limitata del doppio singolo B-Sides, comprendente due brani inediti scartati dalla tracklist definitiva di Disease. Il 13 settembre dello stesso anno esce l'EP acustico The Blackbird Session. Segue a giugno l'ultimo singolo estratto da Disease, intitolato Afterall.
 Below e The Surface (2021-presente) 
Il 24 marzo 2020 il chitarrista Kamron Bradbury lascia la formazione per motivi personali. Il mese successivo, Shomo annuncia che è al lavoro al quarto album di inediti del gruppo nel suo studio nell'Ohio, mentre a fine anno esce una versione rimasterizzata del secondo album del gruppo, Aggressive. Il 19 marzo 2021, a sorpresa, esce il singolo inedito Devastation, che va ad anticipare il nuovo album Below, in uscita a giugno. Viene inoltre annunciato che il tecnico alle chitarre Will Deely è entrato a far parte della formazione dal vivo dei Beartooth come secondo chitarrista.
A luglio 2022 esce il singolo Riptide.
Il 21 aprile 2023 esce il singolo Sunshine!.
Il 2 luglio 2023 esce il singolo Might Love Myself, che anticipa l'album The Surface, in uscita il 13 ottobre. Il 15 settembre esce il singolo The Better Me insieme ad HARDY.

## Formazione dal vivo

### Attuale
- Caleb Shomo – voce (2012-presente)
- Zach Huston – chitarra solista, voce secondaria (2018-presente)
- Will Deely – chitarra ritmica (2021-presente)
- Oshie Bichar – basso, voce secondaria (2014-presente)
- Connor Denis – batteria (2016-presente)

### Ex componenti
- Nick Reed – basso (2012-2014)
- Brandon Mullins – batteria (2012-2016)
- Taylor Lumley – chitarra solista, voce secondaria (2012-2018)
- Kamron Bradbury – chitarra ritmica (2014-2020)

## Discografia
Album in studio
- 2014 – Disgusting
- 2016 – Aggressive
- 2018 – Disease
- 2021 – Below
- 2023 – The Surface

Album dal vivo
- 2016 – Live from Download Festival Paris 2016